# Sporophile à ventre jaune
Sporophila nigricollis
Espèce
Statut de conservation UICN

 LC  : Préoccupation mineure
Le Sporophile à ventre jaune (Sporophila nigricollis), également appelé sporophile à calotte noire, est une espèce de passereau appartenant à la famille des Thraupidae.

## Répartition
Son aire s'étend sur le Costa Rica, le Panama et la moitié nord de l'Amérique du Sud.

## Habitat
Il habite les zones de prairies et de broussailles tropicales et subtropicales d'altitudes et les forêts primaires fortement dégradées.